# Anna Bogalij-Titovets
Anna Bogalij-Titovets, Анна Ивановна Богалий-Титовец, född 12 juni 1979 i Vologda är en rysk skidskytt.

## Meriter
Olympiska vinterspel
- 2006: Stafett – guld[2]
- 2010: Stafett - guld[2]

 Världsmästerskap
- 2001: Stafett – guld
- 2004: 
  - Sprint – silver
  - Stafett – silver
  - Jaktstart – brons
- 2005: 
  - Stafett – guld
  - Mixed stafett – guld
- 2006: Mixed stafett – guld

 Världscupen:
- Världscupen totalt
  - 2003: 5:a
- Världscupen, delcuper
  - 2003: 
    - Distans – 2:a
    - Masstart – 2:a
- Världscuptävlingar: 3 segrar (april 2006)